# Weiteveen

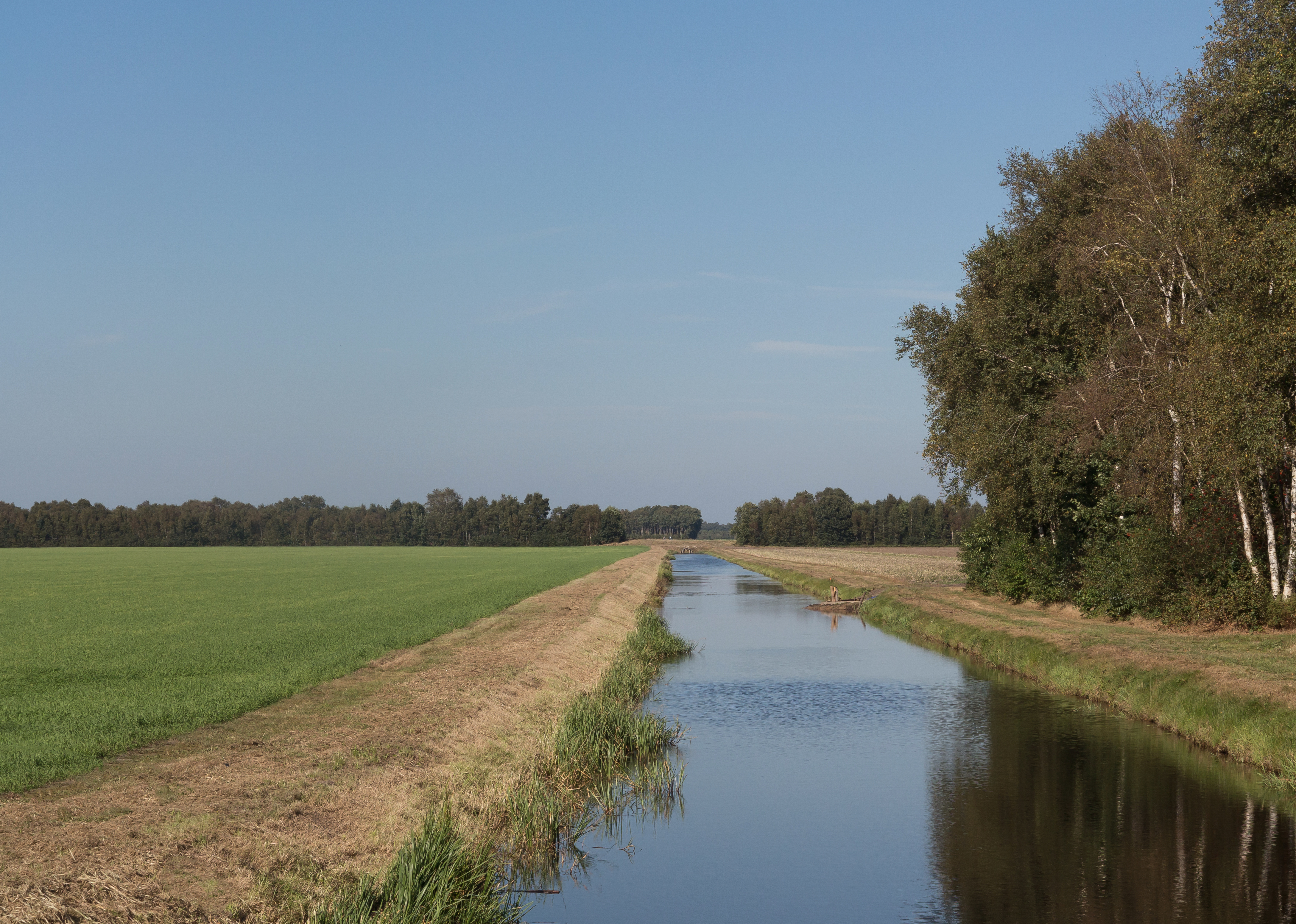
Weiteveen, le fossé dans le paysage de tourbe près d'Ir. Biewengaweg - Wethouder G.H. Scherpenlaan

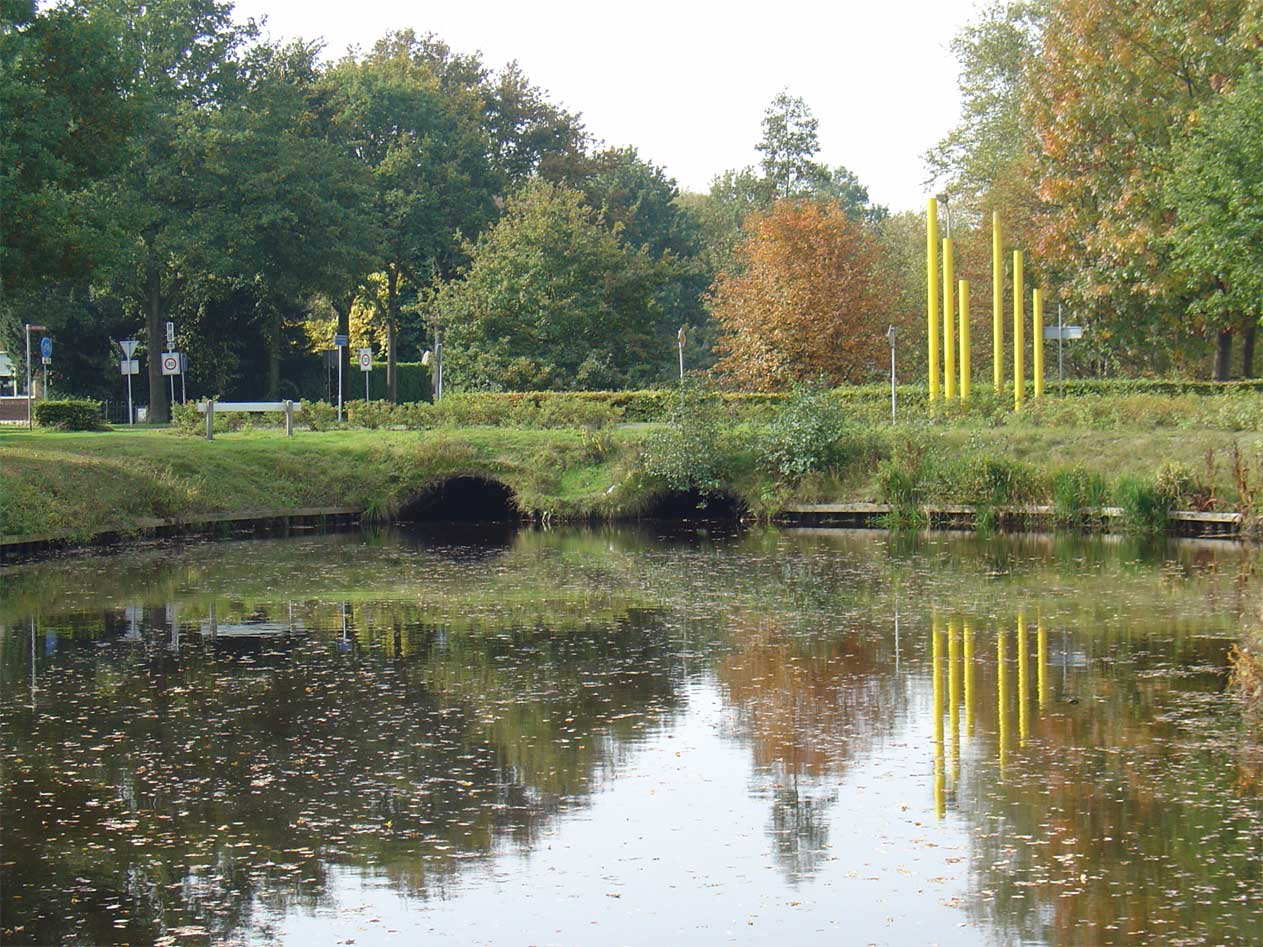
Weiteveen

Weiteveen est un village situé dans la commune néerlandaise d'Emmen, dans la province de Drenthe. Le 1er janvier 2007, le village comptait 1 740 habitants.
Le Canal Dommers arrive jusqu'à Weiteveen, où il se termine en cul-de-sac.